# رزانا، ویکتوریا

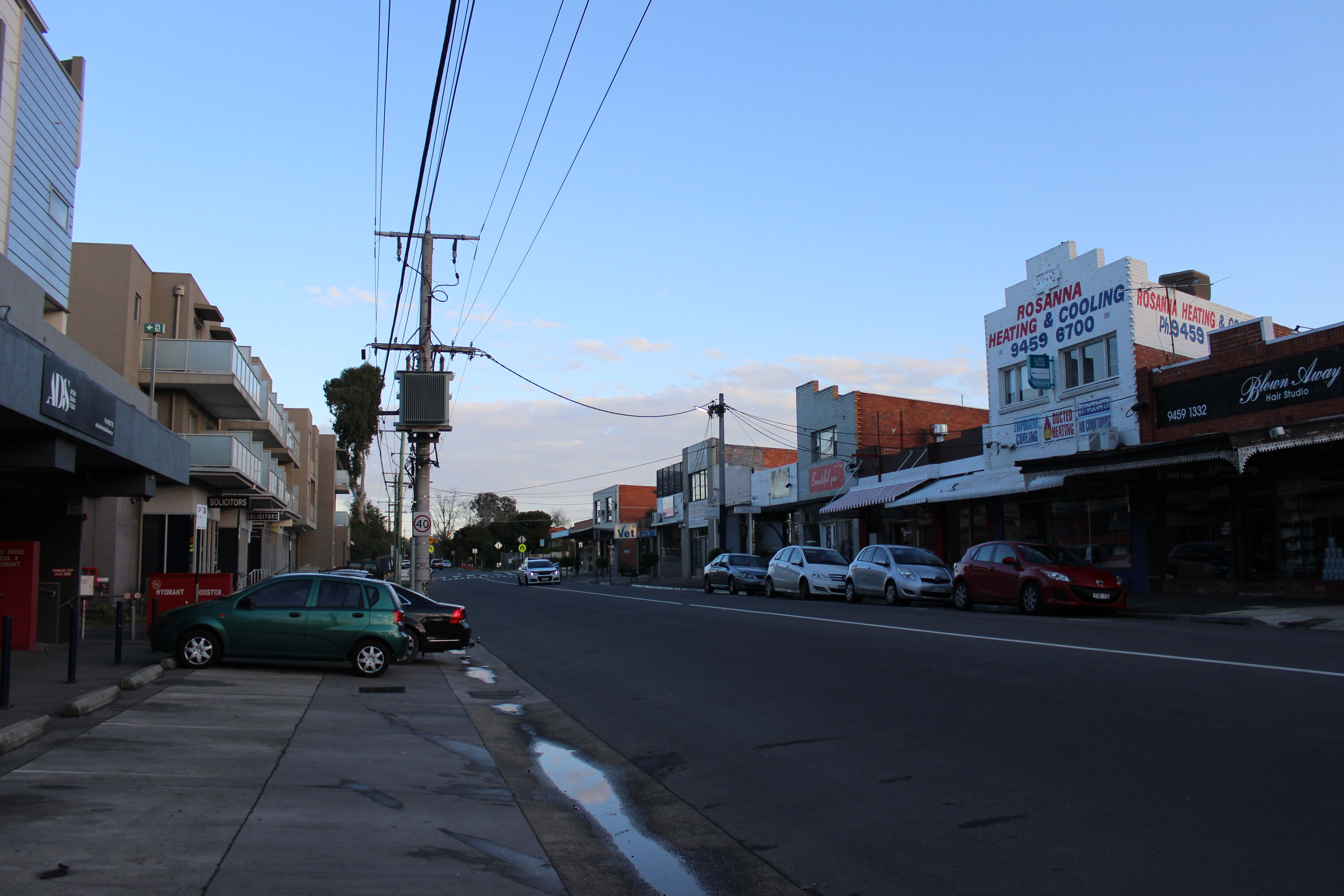
خیابانی در رزانا

رزانا (به انگلیسی: Rosanna) یک منطقهٔ مسکونی در استرالیا است که در ویکتوریا (استرالیا) واقع شده‌است.